# Saint-Julien-Boutières
Pour les articles homonymes, voir Saint-Julien.

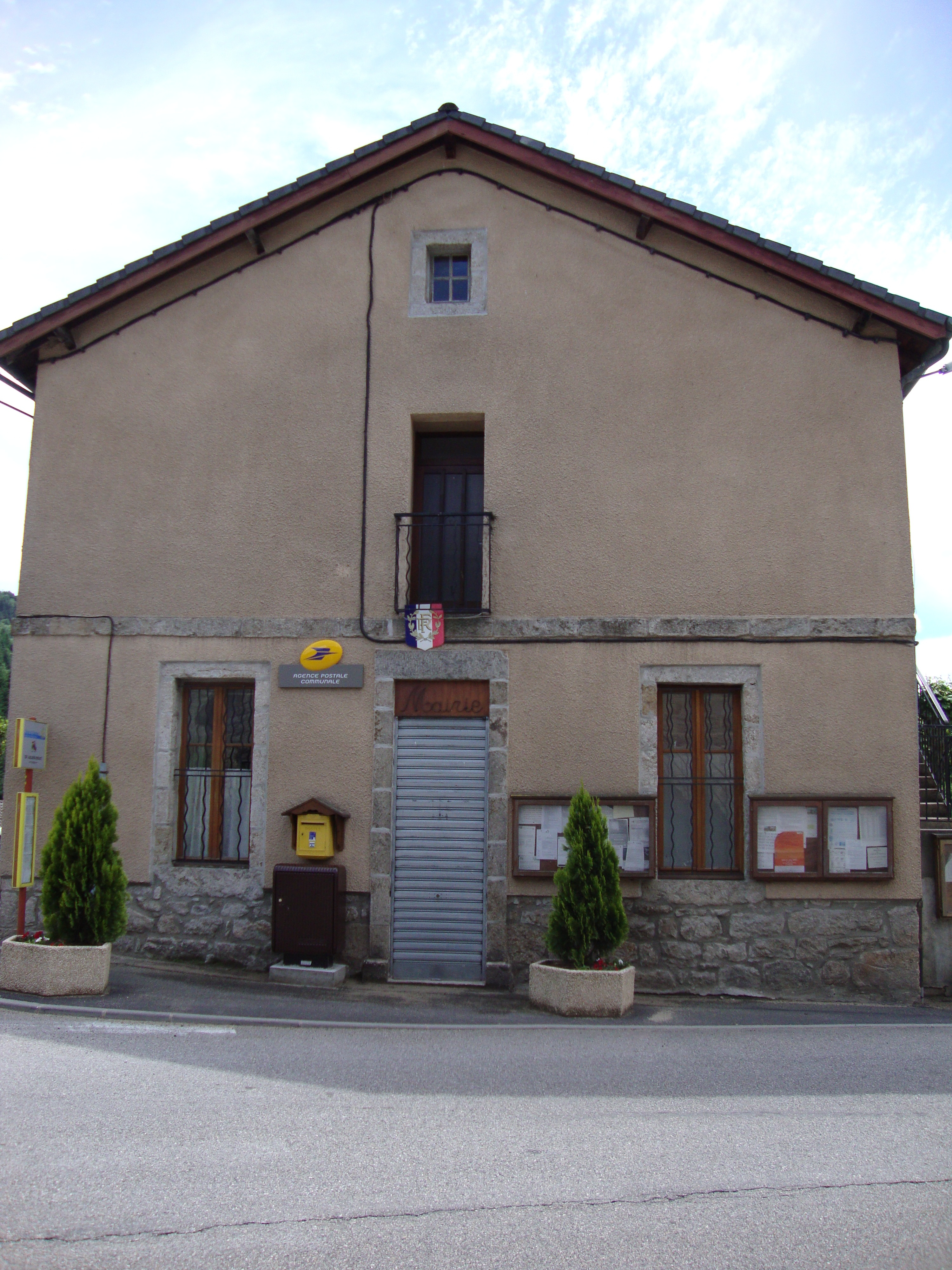
La mairie.

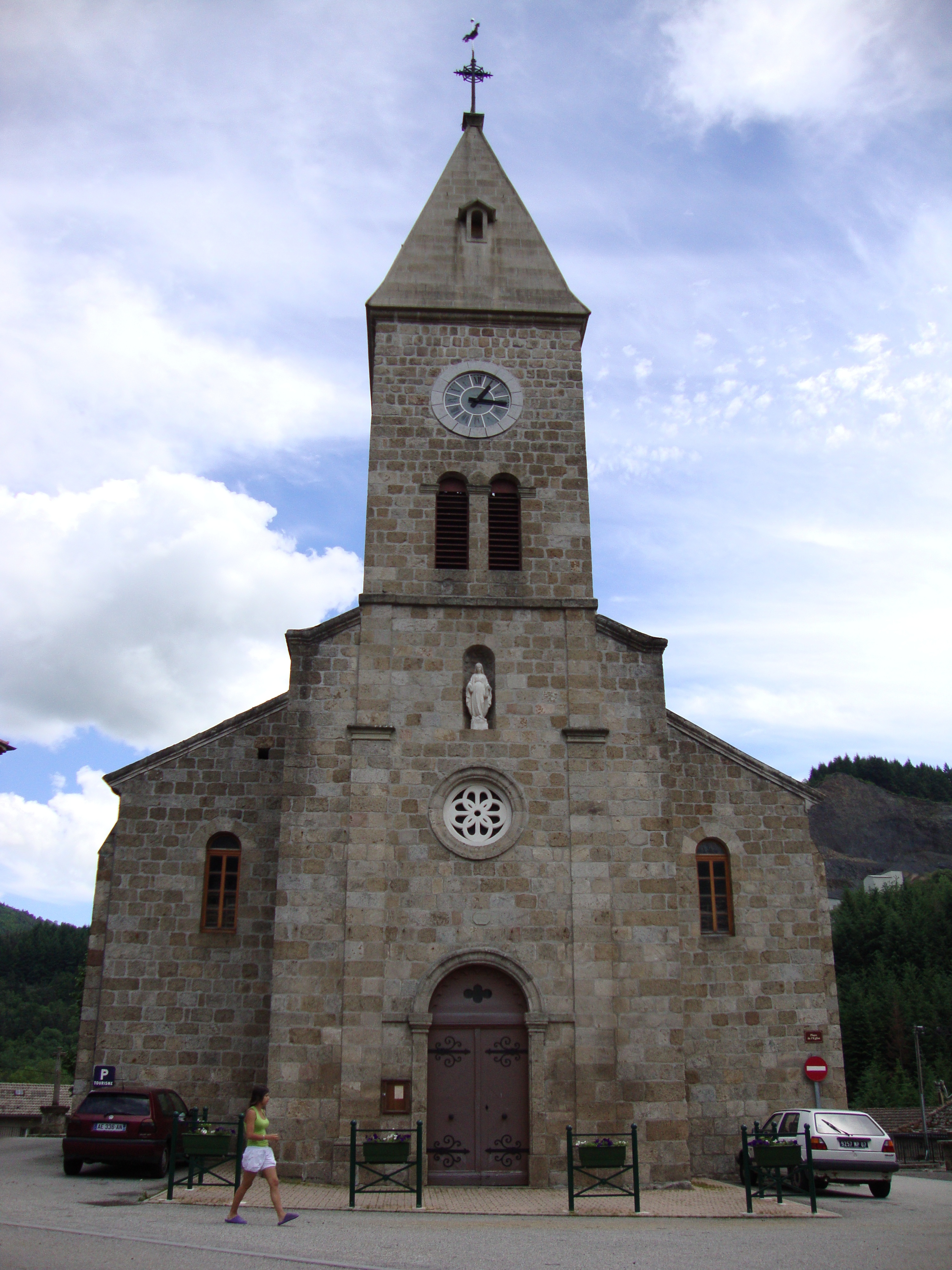
L'église.

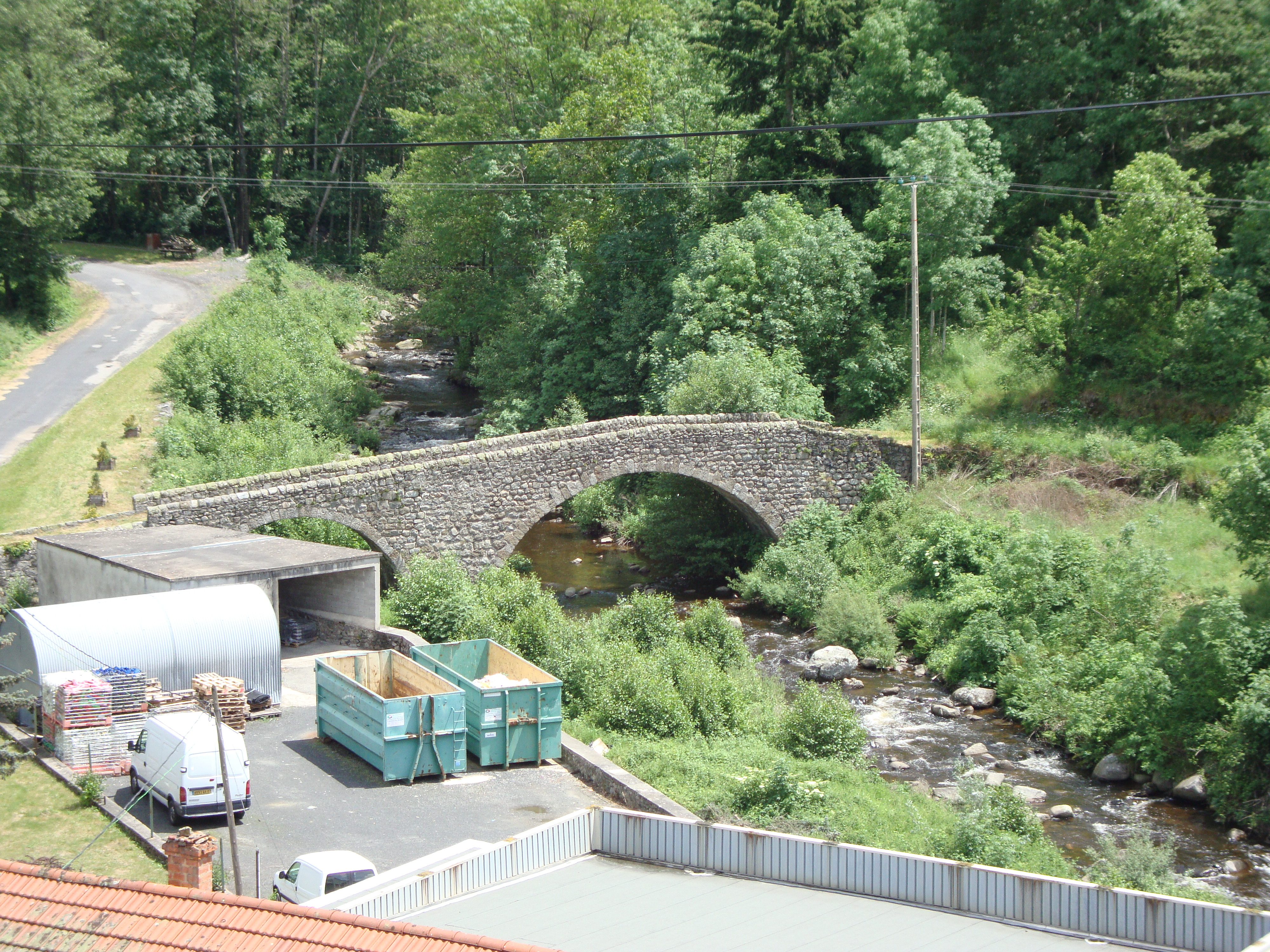
Le pont sur l'Eyrieux.

Saint-Julien-Boutières est une ancienne commune française située dans le département de l'Ardèche, en région Auvergne-Rhône-Alpes. Elle a fusionné le 1er janvier 2019 avec Intres pour former Saint-Julien-d'Intres.

## Géographie
Saint-Julien-Boutières est située dans le parc naturel régional des Monts d'Ardèche.
La commune se situe dans une vallée encaissée avec ses deux rivières la traversant.

### Communes limitrophes
Saint-Julien-Boutières est limitrophe de sept communes, six situées dans le département de l'Ardèche et une dans le département de la Haute-Loire. Elles sont réparties géographiquement de la manière suivante :

### Hameaux
- Le Chambonnet-Haut
- Le Chambonnet-Bas
- Sauverzac
- La Grandmaison
- Signeronde
- Fontcouverte
- Le Monteillet
- Tabuant
- Signebernard
- Rimande
- La Grangette
- Peyronnet
- Le Crouzet

## Histoire
Durant le Moyen Âge, la commune avait pour nom Châteauneuf-en-Boutières.
À la Révolution, le nom changea pour devenir Bout d'Erieu.

### Seigneurie de Châteauneuf-en-Boutières
La seigneurie de Châteauneuf-en-Boutières possédait un château fort aujourd'hui en ruines.
Les seigneurs appartenaient à la famille de Châteauneuf (en Boutières) de Rochebonne, qui par des mariages acquit Leignecq et Montarchier en Forez, puis Oingt et Theizé en Lyonnais (le château de Theizé prit aussi le nom de Rochebonne),,.
Innocent de Soubeyran acheta Châteauneuf-en-Boutières le 4 mai 1627 à Hugues de Rochebonne, comte d'Oingt, baron de Chamblas, Rochebonne, co-seigneur de Châteauneuf-en-Boutières.

### Époque contemporaine
La commune fusionne le 1er janvier 2019 avec Intres pour former la commune de Saint-Julien-d'Intres dont la création est actée par un arrêté du préfet de l'Ardèche en date du 12 décembre 2018.

## Politique et administration
| Période                                  | Période | Identité                        | Étiquette | Qualité              |
| ---------------------------------------- | ------- | ------------------------------- | --------- | -------------------- |
| Les données manquantes sont à compléter. |         |                                 |           |                      |
| ?                                        | 1848    | Jacques Antoine Pouzet          |           |                      |
| 1848                                     | 1860    | Jean-Pierre Marlhins            |           |                      |
| 1860                                     | 1881    | Pierre Eugène Séraphin Marlhins |           |                      |
| 1881                                     | 1911    | Jean-Pierre Dugua               |           |                      |
| 1947                                     | 1953    | Prosper Mounier                 |           |                      |
| 1953                                     | 1977    | Fernand Blanchard               | DVD       | Chef d'entreprise    |
| 1977                                     | 1983    | Robert Jallat                   | DVG       | Ouvrier              |
| 1985                                     | 1995    | Jean Brottes                    |           |                      |
| 1995                                     | 1997    | Maurice Faure                   | DVD       | Retraite             |
| 1997                                     | 2014    | Patrice Faure                   | DVD       | cadre en entreprise  |
| 2014                                     | 2018    | André Blanchin                  | SE        | Agriculteur retraité |

## Démographie

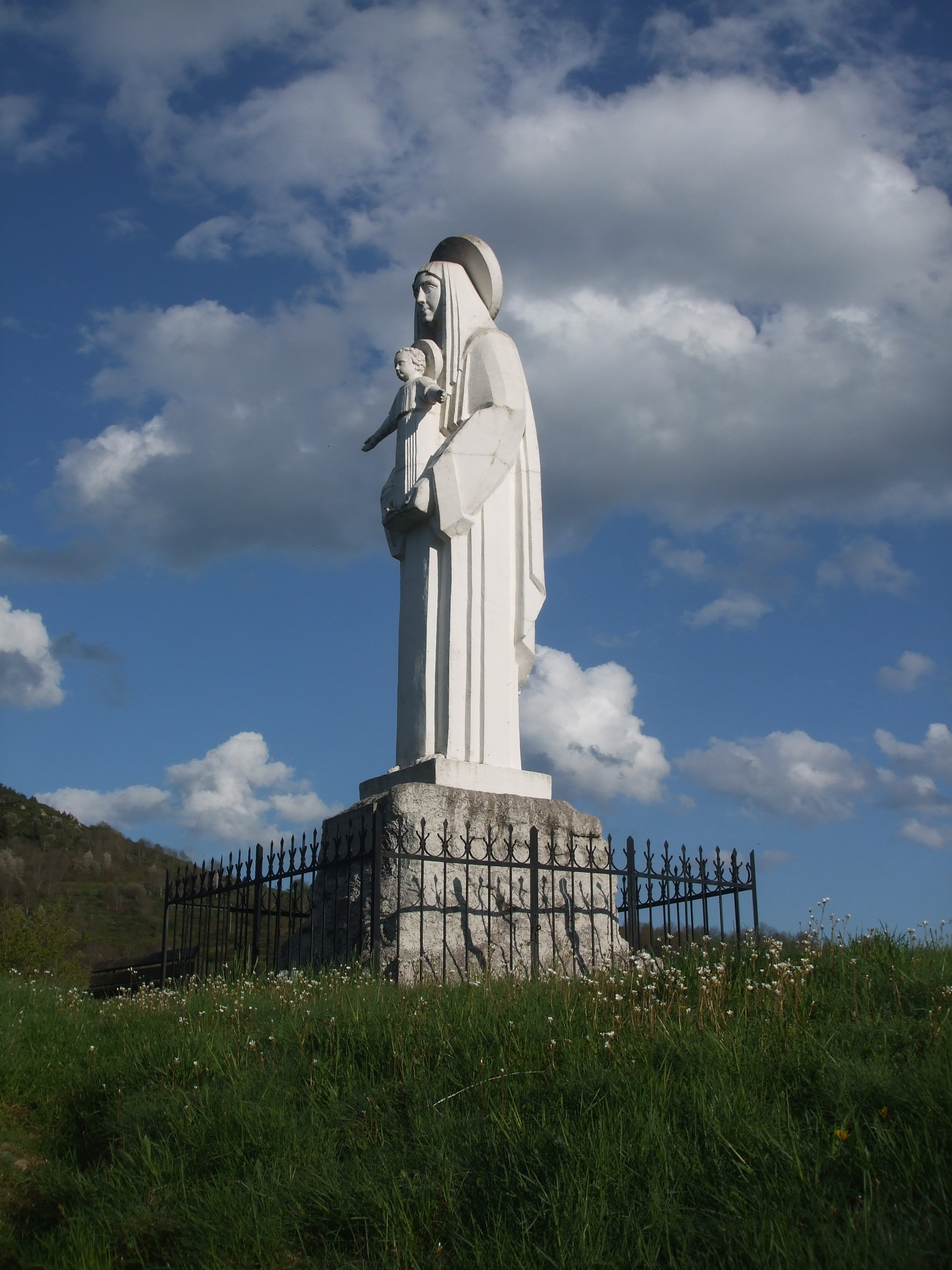
Statue de la Vierge.

L'évolution du nombre d'habitants est connue à travers les recensements de la population effectués dans la commune depuis 1793. Pour les communes de moins de 10 000 habitants, une enquête de recensement portant sur toute la population est réalisée tous les cinq ans, les populations de référence des années intermédiaires étant quant à elles estimées par interpolation ou extrapolation. Pour la commune, le premier recensement exhaustif entrant dans le cadre du nouveau dispositif a été réalisé en 2008.

En 2016, la commune comptait 186 habitants, en évolution de −11 % par rapport à 2010 (Ardèche : +2,48 %, France hors Mayotte : +2,11 %).
| 1793  | 1800  | 1806  | 1821  | 1831  | 1836  | 1841  | 1846  | 1851  |
| ----- | ----- | ----- | ----- | ----- | ----- | ----- | ----- | ----- |
| 1 235 | 1 267 | 1 262 | 1 129 | 1 517 | 1 524 | 1 541 | 1 384 | 1 567 |

| 1856  | 1861  | 1866  | 1872  | 1876  | 1881  | 1886  | 1891  | 1896  |
| ----- | ----- | ----- | ----- | ----- | ----- | ----- | ----- | ----- |
| 1 569 | 1 499 | 1 508 | 1 510 | 1 464 | 1 458 | 1 467 | 1 491 | 1 493 |

| 1901  | 1906  | 1911 | 1921 | 1926 | 1931 | 1936 | 1946 | 1954 |
| ----- | ----- | ---- | ---- | ---- | ---- | ---- | ---- | ---- |
| 1 738 | 1 494 | 884  | 806  | 767  | 685  | 653  | 557  | 467  |

| 1962 | 1968 | 1975 | 1982 | 1990 | 1999 | 2006 | 2008 | 2013 |
| ---- | ---- | ---- | ---- | ---- | ---- | ---- | ---- | ---- |
| 425  | 322  | 299  | 260  | 216  | 215  | 214  | 214  | 194  |

| 2016 | - | - | - | - | - | - | - | - |
| ---- | - | - | - | - | - | - | - | - |
| 186  | - | - | - | - | - | - | - | - |

## Culture locale et patrimoine

### Lieux et monuments
- Saint-Julien-Boutières se trouve sur le tracé de l'ancien réseau ferroviaire du Vivarais qui reliait le Rhône à la Loire par le Velay.
- Les ruines du château de Châteauneuf en Boutières.
- La statue de la Vierge Marie située à côté du château. Elle fut construite en 1945 car Saint-Julien-Boutières fut épargnée des bombardements alliés qui ont touché Saint-Agrève et Le Cheylard.
- Église Saint-Julien de Saint-Julien-Boutières.
- Le village compte deux rivières sur son territoire : l'Eyrieux et la Rimande, et une multitude de ruisseaux qui sont des affluents de ces rivières.

### Personnalités liées à la commune
- Marie-Philomène Flassayer, doyenne des Français, née à Saint-Julien-Boutières le 13 juin 1844, décédée à Saint-Julien-Boutières le 18 avril 1954 à l'âge de 109 ans.